# Wormaldia dissita
Wormaldia dissita är en nattsländeart som beskrevs av Gibbs 1973. Wormaldia dissita ingår i släktet Wormaldia och familjen stengömmenattsländor. Inga underarter finns listade i Catalogue of Life.